# 口佐津村
口佐津村（くちさづむら）は、兵庫県城崎郡にあった村。現在の美方郡香美町香住区の北東部にあたる。

## 地理
- 海洋：日本海
- 山岳：神ノ浦山
- 河川：安木川、佐津川

## 歴史
- 1889年（明治22年）4月1日 - 町村制の施行により、美含郡相谷村・安木村・訓谷村・無南垣村・浦上村・上村・沖浦村の区域をもって発足。
- 1896年（明治29年）4月1日 - 所属郡が城崎郡に変更。
- 1955年（昭和30年）3月25日 - 奥佐津村・香住町・長井村・余部村と合併して香住町が発足。同日口佐津村廃止。

## 交通

### 鉄道路線
- 日本国有鉄道
  - 山陰本線
    - 佐津駅 - 柴山駅